# Kripp- und Hielöcher

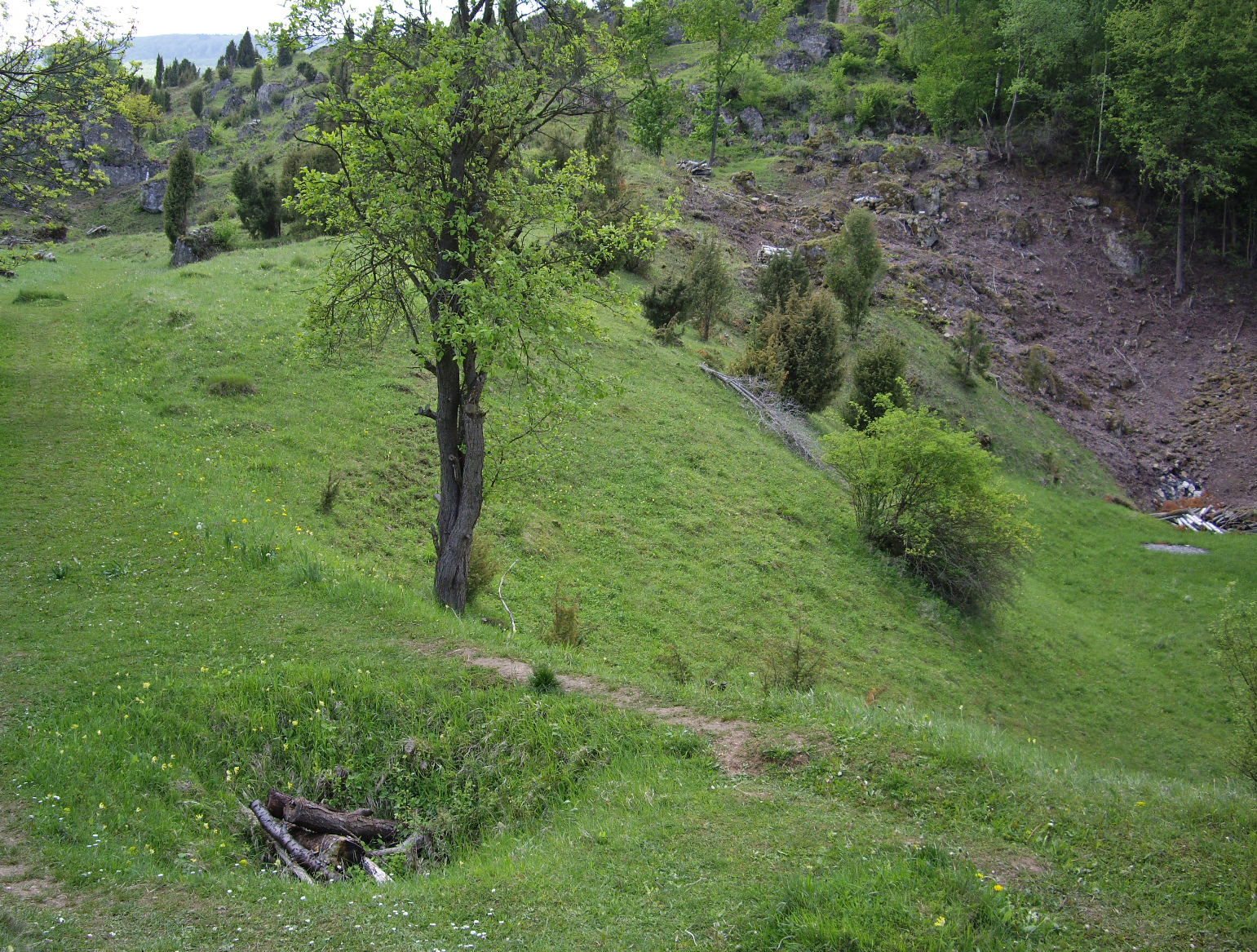
Hielöcher, Mai 2010

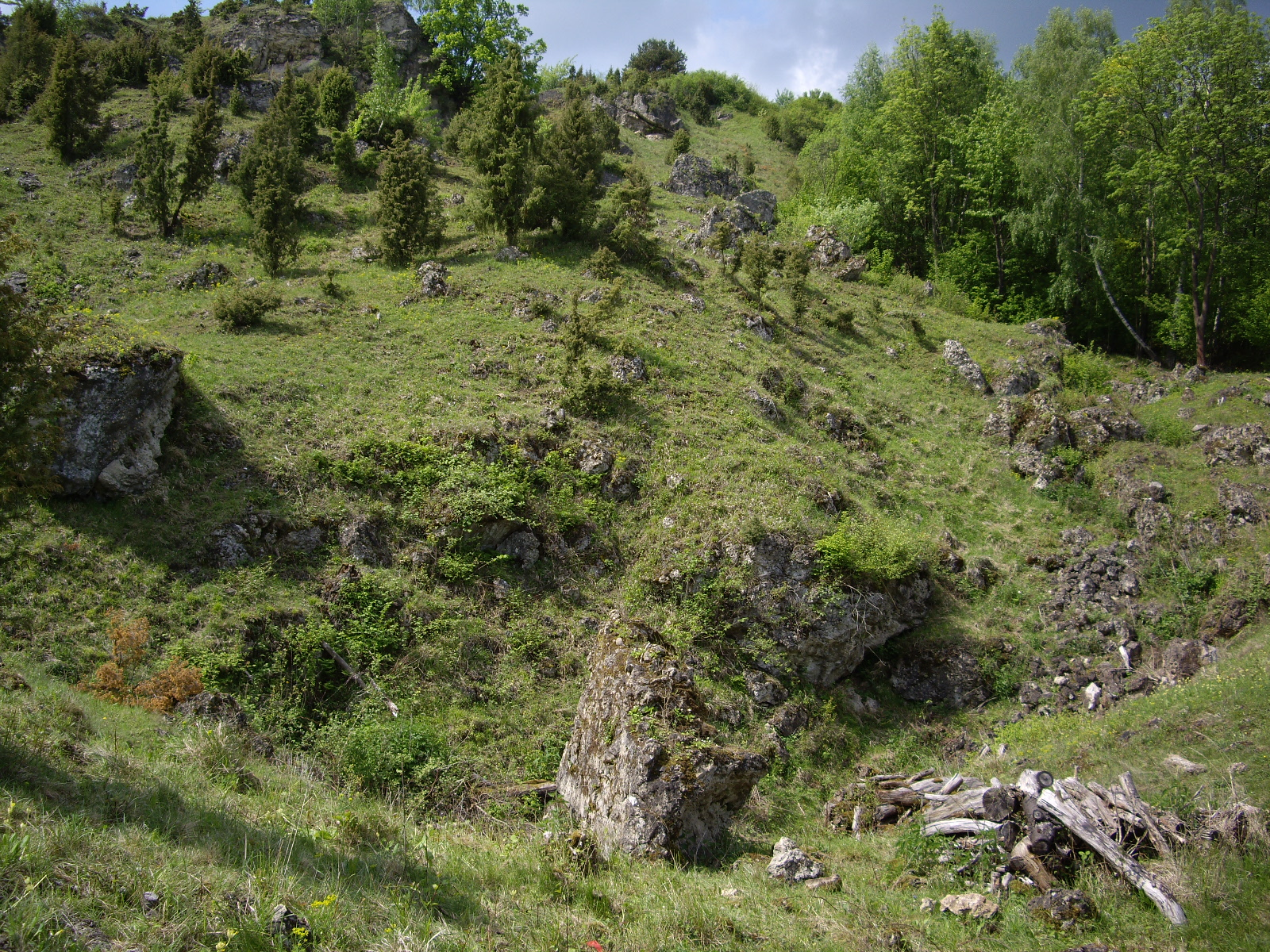
Vegetation am Südhang der Hielöcher, Mai 2010

Die Kripp- und Hielöcher sind eine als Naturschutzgebiet (CDDA-Code 164260) ausgewiesene Karstlandschaft im Gemeindegebiet von Berkatal im nordhessischen Werra-Meißner-Kreis.

## Geographische Lage
Die Kripp- und Hielöcher liegen im Geo-Naturpark Frau-Holle-Land (Werratal.Meißner.Kaufunger Wald) rund 5,5 km nordöstlich des Hohen Meißners, etwa 1,7 km nördlich von Frankershausen und zirka 2,2 km (je Luftlinie) nordöstlich Frankenhain (Ortsteile von Berkatal). Ungefähre Höhenlage: 240 m ü. NHN.

## Beschreibung
Geologischer Untergrund des Naturschutzgebiets sind Gips- und Dolomitfelsen mit Dolinen, Ablagerungen des 250 Millionen Jahre alten Zechsteinmeers. Das unter Naturschutz stehende Gebiet umfasst 17 Hektar und besteht aus zwei Teilbereichen, den nördlich gelegenen Kripplöchern etwa 1,5 km nördlich von Frankershausen und den weiter südwestlich gelegenen Hielöchern nahezu unmittelbar am nordwestlichen Ortsrand von Frankershausen. Die Kripplöcher sind nicht durch Wege erschlossen, ihr Betreten ohne Führer daher untersagt (im Naturschutzgebiet gilt für Besucher ein Wegegebot). 1958 stürzte ein Kuhgespann 31 m tief in das seitdem örtlich so bezeichnete Kuhloch.

## Flora und Fauna
Botanische Besonderheiten der vor Ort befindlichen Wacholderheide sind Golddistel, Orchideen und Enziane, sowie artenreiche Magerrasen mit Wildkräutern. Faunische Raritäten sind Dachs und Fuchs und seltene Schmetterlinge wie der Bläuling und andere Insekten wie das Widderchen. Die Biotope werden mit traditioneller Hüteschäferei (Timmerberg Dudenrode) beweidet, die Meißner-Lamm Produkte produziert.

## Anfahrt und Wandern
Durch die Hielöcher führen drei Rundwanderwege von 2, 3 und 4,8 km Länge an den Naturdenkmälern Kleiner Marstein und Großer Marstein (320,9 m), an den Karstquellen Kressenborn und Breitenborn sowie an den Mühlen Oberdorfer- und Blaumühle vorbei. Das Gebiet durchquert außerdem der Premiumwanderweg 2 „Frankershäuser Karst“.